# Richard Hounslow
Richard Hounslow (Harrow, 19 de diciembre de 1981) es un deportista británico que compitió en piragüismo en la modalidad de eslalon.
Participó en dos Juegos Olímpicos de Verano, Londres 2012 y Río de Janeiro 2016, obteniendo una medalla de plata en cada edición, ambas en la prueba de C2 individual.
Ganó nueve medallas en el Campeonato Mundial de Piragüismo en Eslalon entre los años 2009 y 2015, y nueve medallas en el Campeonato Europeo de Piragüismo en Eslalon entre los años 2007 y 2015.

## Palmarés internacional
| Juegos Olímpicos   | Juegos Olímpicos               | Juegos Olímpicos  | Juegos Olímpicos |
| Año                | Lugar                          | Medalla           | Competición      |
| ------------------ | ------------------------------ | ----------------- | ---------------- |
| 2012               | Londres (Reino Unido)          | Medalla de plata  | C2 individual    |
| 2016               | Río de Janeiro (Brasil)        | Medalla de plata  | C2 individual    |
| Campeonato Mundial |                                |                   |                  |
| Año                | Lugar                          | Medalla           | Competición      |
| 2009               | Seo de Urgel (España)          | Medalla de plata  | K1 por equipos   |
| 2009               | Seo de Urgel (España)          | Medalla de bronce | C2 por equipos   |
| 2010               | Liubliana (Eslovenia)          | Medalla de bronce | C2 individual    |
| 2011               | Bratislava (Eslovaquia)        | Medalla de bronce | C2 por equipos   |
| 2013               | Praga (República Checa)        | Medalla de oro    | C2 individual    |
| 2013               | Praga (República Checa)        | Medalla de bronce | C2 por equipos   |
| 2014               | Deep Creek (Estados Unidos)    | Medalla de bronce | K1 por equipos   |
| 2015               | Londres (Reino Unido)          | Medalla de bronce | C2 por equipos   |
| 2015               | Londres (Reino Unido)          | Medalla de bronce | K1 por equipos   |
| Campeonato Europeo |                                |                   |                  |
| Año                | Lugar                          | Medalla           | Competición      |
| 2007               | Liptovský Mikuláš (Eslovaquia) | Medalla de bronce | K1 por equipos   |
| 2009               | Nottingham (Reino Unido)       | Medalla de oro    | K1 por equipos   |
| 2009               | Nottingham (Reino Unido)       | Medalla de plata  | C2 por equipos   |
| 2010               | Bratislava (Eslovaquia)        | Medalla de bronce | C2 individual    |
| 2010               | Bratislava (Eslovaquia)        | Medalla de bronce | C2 por equipos   |
| 2012               | Augsburgo (Alemania)           | Medalla de oro    | C2 por equipos   |
| 2014               | Viena (Austria)                | Medalla de plata  | K1 por equipos   |
| 2015               | Markkleeberg (Alemania)        | Medalla de plata  | K1 por equipos   |
| 2015               | Markkleeberg (Alemania)        | Medalla de bronce | C2 individual    |